# واحد ائی ۱۶۴۴
واحد اِئی ۱۶۴۴ (ژاپنی: 栄1644部隊) یا به اختصار «واحد ۱۶۴۴» یک آزمایشگاه پزشکی و یکی از مراکز تصفیه آب بود که زیر نظر «دایره پیشگیری بیماری‌های اپیدمیک و تصفیه آب» شکل گرفت. این واحد در سال ۱۹۳۹ در نانجینگ تأسیس شد و از واحدهای اقماریِ «واحد ۷۳۱» محسوب می‌شد.
یک محقق گمنام که ادعا می‌کرد وابسته به واحد ۱۶۴۴ بوده‌است، اظهار داشت این واحد به‌طور مرتب زنده‌شکافی بر روی انسان انجام می‌داد و همچنین افراد را با وبا، تیفوس و طاعون خیارکی آلوده می‌کرد. این محقق و خانواده‌اش هنوز در موردِ افشای نام واقعی‌اش، به نتیجه نرسیده‌اند.